# Irene Goergens
Irene Goergens (* 29. April 1951) ist ein ehemaliges Mitglied der Roten Armee Fraktion. Sie war an der Befreiung von Andreas Baader und einem Banküberfall beteiligt und von 1970 bis 1977 inhaftiert.

## Leben
Irene Goergens ist die uneheliche Tochter eines US-amerikanischen GIs und einer Deutschen; sie wuchs in einem Kinderheim auf. Ulrike Meinhof traf bei ihren Recherchen zu dem Film Bambule auf Irene Goergens. Später betreute Goergens als Kindermädchen die Töchter Meinhofs. 1970 schloss sich Goergens der Rote Armee Fraktion (RAF) an.
Als 19-Jährige beteiligte sich Goergens an der Baader-Befreiung am 14. Mai 1970, indem sie zusammen mit Astrid Proll Waffen beschaffte und mit Ingrid Schubert das Deutsche Zentralinstitut für Soziale Fragen ausspionierte. Am 29. September 1970 war sie an einem Banküberfall, dem so genannten Dreierschlag, in Berlin beteiligt. Am 8. Oktober 1970 wurde Goergens zusammen mit dem RAF-Anwalt Horst Mahler, Brigitte Asdonk, Monika Berberich und Ingrid Schubert im Vorderhaus der Berliner Knesebeckstraße 89 verhaftet. Im März 1971 wurde sie wegen der Beteiligung an der Baader-Befreiung zu einer sechseinhalbjährigen Freiheitsstrafe verurteilt, aus der sie am 13. Mai 1977 entlassen wurde. Danach war sie nicht mehr für die RAF aktiv.

## Publikationen
Die mutigen Mädchen von Cibone. Edition AurorA Anti-Quariat Reprint Verlag, 1992, ISBN 3-924001-23-5.